# Lill-Stensjön (Hotagens socken, Jämtland)
Lill-Stensjön är en sjö i Krokoms kommun i Jämtland och ingår i Indalsälvens huvudavrinningsområde. Lill-Stensjön ligger i Gråberget-Hotagsfjällen Natura 2000-område.